# Isa (miasto)
Isa (jap. 伊佐市 Isa-shi) – miasto w Japonii, w prefekturze Kagoshima, na wyspie Kiusiu.

## Historia
Miasto Isa powstało 1 listopada 2011 roku w wyniku połączenia miasta Ōkuchi i miasteczka Hishikari (z powiatu Isa).

## Klimat
Według statystyk AMeDAS średnia roczna suma opadów wynosi 2575,1mm, średnia roczna temperatura wynosi 21,63 °C, a nasłonecznienie wynosi średnio 1871,3 godzin w roku.

## Populacja
Zmiany w populacji terenu miasta w latach 1950–2015: